# Mesaanval op het hoofdcommissariaat van politie te Parijs
In de middag van 3 oktober 2019 vond een mesaanval plaats op het Parijse hoofdcommissariaat van politie. Bij deze aanval werden vier medewerkers van het commissariaat gedood en werd één medewerker verwond.

## Gebeurtenissen
De dader stak drie mannelijke politieagenten en een vrouwelijke bediende dood in het gebouw van het hoofdcommissariaat van politie, op het Île de la Cité in het centrum van Parijs. Een vijfde slachtoffer werd ernstig verwond en werd per helikopter naar een nabijgelegen ziekenhuis gebracht. De dader werd vervolgens doodgeschoten door de politie. Het moordwapen was een keramisch mes van een type dat niet kon worden gedetecteerd door metaalscanners.

## Dader
De dader was de 45-jarige Mickaël Harpon, een IT-specialist die de laatste 16 jaar van zijn leven op het politiebureau werkte en een militaire geheimhoudingsverklaring had. Hij werkte voor de inlichtingendienst die zich bezighoudt met het verzamelen van informatie over jihadistische radicalisering in de Franse hoofdstad. Harpon werd in 1974 geboren in Fort-de-France in het Caribische overzeese departement Martinique en was vanaf zijn jeugd doof. Hij had zich reeds lange tijd voor de moorden tot de islam bekeerd en bezocht regelmatig een moskee in Gonesse.

## Gerechtelijk onderzoek
Het onderzoek naar de mesaanval werd aanvankelijk uitgevoerd door het Parijse parket, maar is op de dag na de aanval overgedragen aan het nationale antiterreurparket PNAT. Het PNAT doet onderzoek naar “moord en moordpoging op een persoon met openbaar gezag in verband met een terroristische onderneming” en “criminele terroristische samenzwering”. De onderzoekers maakten op 5 oktober bekend dat Harpon een radicale visie op de islam had, wat tot uiting kwam in het niet hebben van contacten met vrouwen die geen familie waren en zijn niet-westerse kledingstijl. Hij rechtvaardigde de aanslag op Charlie Hebdo in 2015. Ook onderhield hij contacten met mensen uit de salafistische beweging. In de nacht voor de aanval zou hij volgens getuigen (tot twee keer toe) "Allahoe akbar" hebben geschreeuwd.